# Світлична Світлана Опанасівна
Світла́на Опанасі́вна Світли́чна (рос. Светла́на Афана́сьевна Светли́чная; 15 травня 1940; Ленінакан, Вірменська РСР, СРСР — 16 листопада 2024, Москва) — радянська і російська акторка театру і кіно українського походження. Заслужена артистка РРФСР (1974).

## Життєпис
Народилася 15 травня 1940 в родині українця Опанаса Світличного, радянського офіцера. З батьками постійно подорожувала по різних містах та республіках, зокрема вчилася в місті Охтирка в Україні, після відставки батько поселився у Мелітополі.
Завдяки наполегливості матері Світлані вдалося поступити до Всесоюзного державного інституту кінематографії (1963, майстерня М. Ромма) у Москві.
Популярна акторка радянського кінематографу (60-80-ті роки: «Діамантова рука» (1968, Ганна Сергіївна, фатальна білявка), «Кухарка» (1965), «Сімнадцять миттєвостей весни» (1973, Габі) та ін.).
Працювала на дубляжі кінофільмів, знялася у низці документальних стрічок, присвячених діячам кіно та її долі і творчості.
Працювала у Театрі-студії кіноактора.
Вдова актора Володимира Івашова.

## Фільмографія
Акторські кінороботи:
- «Колискова» (1959, Ната; реж. М. Калік)
- «Сходи» (1962, к/м)
- «Їм підкоряється небо» (1963, Ніна Колчина; реж. Тетяна Ліознова)
- Кіноальманах «Юність»: новела «Тітка з фіалками» (1963, Світлана)
- «Застава Ілліча»/ «Мені двадцять років» (1964, Світлана)
- «Поки фронт в обороні» (1964, Катя, зв'язкова)
- «Чисті ставки» (1965, Катя («Русалка»)
- «Кухарка» (1965, Павлина Хуторна)
- «Тридцять три» (1965, Ніна Свєтлова, телеведуча)
- «Герой нашого часу» (1966, Ундіна, контрабандистка)
- «Не найвдаліший день» (1966, Надя Степанова)
- «Нові пригоди невловимих» (1968, красуня в соболях)
- «Любити...» (1968, дівчина з півночі; реж. М. Калік)
- «Діамантова рука» (1968, Ганна Сергіївна, фатальна білявка (озвучує Зоя Толбузіна)
- «Непідсудний» (1969, Віка, стюардеса)
- «Папіросниця» (1969, к/м; продавчиня цигарок)
- «Сюжет для невеликого оповідання» (1969, Афродіта Попандос)
- «Корона Російської імперії, або Знову невловимі» (1971, дама, відвідувачка ресторану)
- «Тримайся за хмари» (1971, Міллі Вімерфорд)
- «Сімнадцять миттєвостей весни» (1973, Габі; реж. Тетяна Ліознова)
- «Закриття сезону» (1974, Зоя Морено, виконавиця мотоатракціону «Безстрашний рейс»)
- «Шпак і Ліра» (1974, Генрієтта)
- «Коли тремтить земля» (1975, Ірина)
- «Ти — мені, я — тобі» (1976, Валя, подруга Івана Кашкіна)
- «Корінь життя» (1977, Сабіна)
- «Ці неймовірні музиканти, або Нові сновидіння Шурика» (1977, подружка Горбункова з «Діамантової руки», музикантка, камео)
- «Отець Сергій» (1978, пані (немає в титрах)
- «Недопесок Наполеон III» (1978, мати Віри Мерінової)
- «Місце зустрічі змінити не можна» (1979, Надя, сестра Лариси Груздєвої; Одеська кіностудія)
- «Третій вимір» (1981, Ольга, дружина Букреєва; Одеська кіностудія)
- «Чоловічий почерк» (1982, к/м; Вона)
- «Анна Павлова» (1983, Маша)
- «День гніву» (1985, жінка з руїн)
- «Мисливці у преріях Мексики» (1988, селянка (немає в титрах)
- «І повертається вітер...» (1991, епізод (немає в титрах)
- «Будинок на камені» (1994, жебрачка з дитиною)
- «Богиня: як я полюбила» (2004, мати-примара)
- «Дім біля солоного озера» (2004, Зігрід, німецька журналістка)
- «Зірка імперії» (2007, ворожка)
- «Спостерігач» (2007, Марія Тарасівна, колишня акторка)
- «Викрадення богині» (2009, Афродіта Попандос, європейська циркова продюсерка)
- «Гаражі» (17 серія «Дівчина, що випала») (2010, камео)
- «Дівчина і смерть» (2012)
- «Біловоддя. Таємниця загубленої країни» (2016, камео) та ін.